# In So Many Words
In So Many Words er et jazz-album med Trine-Lise Væring fra 1997.

## Modtagelse
I en notits i Svenska Dagbladet hylder Ingrid Strömdahl i 1998 albummet til Årets jazz og klassificerer tolkningen af My favourite things:intelligent . Årets Jazz henviser til den svenske musikkprisuddeling Grammis, hvor Væring's album ikke var nomineret. Det var derimod medvirkende Bobo Stenson med albummet War orphans . Per Texas Johansson vandt i kategorien med albummet Alla mina kompisar .

## Spor
| 1.  | "The Picture"                  | Væring                              | Væring                              | 4:34 |
| 2.  | "Where The Roof Meets The Sky" | Væring                              | Væring                              | 5:15 |
| 3.  | "The Blues"                    | Væring                              | Væring                              | 8:23 |
| 4.  | "My Favourite Things"          | Rodgers & Hammerstein               | Rodgers & Hammerstein               | 6:41 |
| 5.  | "Everywhere I Go"              | Væring                              | Fredrik Lundin                      | 7:14 |
| 6.  | "The Come-On"                  | Væring                              | Væring                              | 4:42 |
| 7.  | "When The Rain Falls"          | Væring                              | Peter Danemo                        | 4:55 |
| 8.  | "Detour Ahead"                 | Herb Ellis, John Frigo & Lou Carter | Herb Ellis, John Frigo & Lou Carter | 5:59 |
| 9.  | "The Games We Play"            | Væring                              | Fredrik Lundin                      | 6:00 |
| 10. | "The Shifting Of The Winds"    | Væring                              | Fredrik Lundin                      | 4:26 |

## Medvirkende
Musikalsk arrangement af – Fredrik Lundin (spor: 2, 5, 9), Kenneth Knudsen (spor: 7), Væring (spor: 1 - 4, 6, 7, 9), Vallekilde 96 (spor: 4) 
- Bas – Mads Vinding (spor: 1 - 4, 6, 8 - 10) [1]
- Cello – Lars Holm Johansen (spor: 1, 5, 9) [1]
- Trommer – Alex Riel (spor: 2 - 4, 6 - 10) [1]
- Flygelhorn – Jesper Riis (spor: 3) [1]
- Valdhorn – Henriette Holk (spor: 3) [1]
- Gitar – Trine-Lise Væring (tracks: 1) [1]
- Keyboards – Kenneth Knudsen (spor: 7) [1]
- Mastering – Bjarne Hansen [1]
- Lydmiksning – Bjarne Hansen, Fredrik Lundin, Trine-Lise Væring [1]
- Piano – Bobo Stenson (spor: 2, 4 - 6, 8 - 10) [1]
- Rap – Trine-Lise Væring (spor: 9) [1]
- Indspilning – Bjarne Hansen [1]
- Strenge (Piano strenge) – Bobo Stenson (spor: 2) [1]
- Tabla – Ole Theil (spor: 2) [1]
- Basun – Erling Kroner (spor: 3), Niels Gerhardt (spor: 3) [1]
- Tuba – Niels Gerhardt (spor: 3) [1]
- Bratsch – Bjarne Boie Rasmussen (spor: 1, 5, 9), Gert Inge Anderson (spor: 1, 5, 9) [1]
- Violin – Anne Egendal (spor: 1, 5, 9) [1]
- Vokaler – Trine-Lise Væring [1]